# 800 mètres féminin aux championnats du monde d'athlétisme 1987
Navigation
Helsinki 1983 Tokyo 1991
L'épreuve du 800 mètres féminin des championnats du monde d'athlétisme 1987 s'est déroulée du 29 au 31 août 1987 dans le Stade olympique de Rome, en Italie. Elle est remportée par l'Est-Allemande Sigrun Wodars-Grau.

## Résultats

### Finale
| Rang               | Athlète               | Pays               | Temps         | Notes |
| ------------------ | --------------------- | ------------------ | ------------- | ----- |
| Médaille d'or      | Sigrun Wodars-Grau    | Allemagne de l'Est | 1 min 55 s 26 | NR    |
| Médaille d'argent  | Christine Wachtel     | Allemagne de l'Est | 1 min 55 s 32 | PB    |
| Médaille de bronze | Lyubov Gurina         | Union soviétique   | 1 min 55 s 56 | PB    |
| 4                  | Ana Fidelia Quirot    | Cuba               | 1 min 55 s 84 | AR    |
| 5                  | Jarmila Kratochvílová | Tchécoslovaquie    | 1 min 57 s 81 |       |
| 6                  | Mitica Junghiatu      | Roumanie           | 1 min 59 s 66 |       |
| 7                  | Nadezhda Olizarenko   | Union soviétique   | 2 min 00 s 28 |       |
| 8                  | Slobodanka Čolović    | Yougoslavie        | 2 min 02 s 09 |       |

## Légende
Records et Performances
- AR : Record continental (area record)
- CR : Record des championnats (championship record)
- MR : Record du meeting (meet record)
- NR : Record national (national record)
- OR : Record olympique (olympic record)
- PR : Record paralympique (paralympic record)
- PB : Record personnel (personal best)
- SB : Meilleure performance personnelle de la saison (season's best)
- WL : Meilleure performance mondiale de l'année (world leader)
- WJR : Record du monde junior (world junior record)
- WR : Record du monde (world record)

Circonstances et Conditions
- DNF : N'a pas terminé (did not finish)
- DNS : N'a pas pris le départ (did not start)
- DQ : Disqualification (disqualification)
- NM : Aucun essai valable enregistré (No Mark)
- Q : Qualifié « directement » au prochain tour (ou à la prochaine compétition), lors d'une compétition majeure, grâce au classement ou à la réalisation des minima (automatic qualifier)
- q : Qualifié au prochain tour (ou à la prochaine compétition), lors d'une compétition majeure, grâce au repêchage ou à la réalisation de l'une des meilleures performances parmi celles des « non qualifiés directement » (grâce au meilleur temps ou à la meilleure distance par exemple) (secondary qualifier)